# ÍA Akranes
Íþróttabandalag Akraness sau simplu ÍA Akranes, este un club sportiv islandez, fondat în 1946 în orașul Akranes, vestul Islandei. Clubul deține secții de baschet, fotbal, golf, hipism, gimnastică, volei, bowling, karate, badminton, înot sportiv și powerlifting. Renumele clubului este datorat mai ales echipei sale de fotbal care câștigând campionatul țării, a participat și în competițiile de fotbal europene.

## Fotbal

### Palmares
- Campionatul Islandei: 18
  - 1951, 1953, 1954, 1957, 1958, 1960, 1970, 1974, 1975, 1977, 1983, 1984, 1992, 1993, 1994, 1995, 1996, 2001
(Locul doi: 1952, 1955, 1959, 1961, 1963, 1964, 1965, 1969, 1978, 1979, 1985, 1997)

- Icelandic Cups: 9
  - 1978, 1982, 1983, 1984, 1986, 1993, 1996, 2000, 2003
(finalistă: 1961, 1963, 1964, 1965, 1969, 1974, 1975, 1976, 1999)

- Icelandic League Cups: 3
  - 1996, 1999, 2003

- Icelandic Super Cup: 1
  - 2003

- Division one : 3
  - 1968, 1991, 2011

## Jucători notabili
- Arnór Smárason (ÍA, Heerenveen, Esbjerg, Helsingborg)
- Björn Bergmann Sigurðarson (ÍA, Lilleström, Wolves)
- Árni Gautur Arason (ÍA, Rosenborg, Man City, Vålerenga)
- Bjarni Guðjónsson (ÍA, Newcastle United, Genk, Stoke City, Coventry City, Plymouth Argyle)
- Jóhannes Karl Guðjónsson (ÍA, Genk, RKC Waalwijk, Real Betis, Aston Villa, Wolves, Leicester City, AZ Alkmaar, Burnley, Huddersfield Town)
- Þórður Guðjónsson (ÍA, VfL Bochum, Genk, Las Palmas, Derby County, Stoke City)
- Arnar Gunnlaugsson (ÍA, Feyenoord, 1. FC Nürnberg, Sochaux, Bolton Wanderers, Leicester City, Dundee United, KR, FH, Fram)
- Bjarki Gunnlaugsson (ÍA, Feyenoord, 1. FC Nürnberg, VfR Mannheim, Molde, Preston, KR, FH)
- Garðar Gunnlaugsson (ÍA, Norrköping, Valur, CSKA Sofia)
- Ríkharður Jónsson (Played 33 games for the Icelandic national team, scoring 17 goals)
- Sigurður Jónsson (ÍA, Sheffield Wednesday, Arsenal, Örebro, Dundee Utd, Djurgårdens IF (Manager))
- Pétur Pétursson (ÍA, Feyenoord, Anderlecht, Hércules, KR)
- Grétar Rafn Steinsson (ÍA, BSC Young Boys, AZ Alkmaar, Bolton Wanderers)
- Guðjón Þórðarson (Former Manager of Crewe, Stoke City, Barnsley and Notts County in England)
- Karl Þórðarson (ÍA, La Louvière, Laval)
- Ólafur Þórðarson (ÍA, Brann)
- Teitur Þórðarson (ÍA, Lens, Yverdon, Jönköpings Södra IF, Östers IF & Former Manager of Estonian National team)

```
                                                                        
```

## Antrenori
- Karl Guðmundsson (1948)
- Ríkharður Jónsson (1951–1960, 1962–1964, 1966, 1969–1970, 1972–1973)
- George Kirby (1974–1975, 1980, 1982, 1990)
- Mike Ferguson (1976)
- Steve Fleet (1981)
- Guðjón Þórðarson (1987, 1991–1993, 1996, July 2007–July 2008)
- Jim Barron (1988)
- Logi Ólafsson (1995, 1997–1998)
- Ivan Golac (1997)
- Arnar Gunnlaugsson (2006, 2008–decembrie 2009)
- Bjarki Gunnlaugsson (2006, July 2008–decembrie 2009)
- Þórður Þórðarson (Jan 2008–June 2013)
- Þorvaldur Örlygsson (June 2013-)

## Fotbal feminin

### Palmares
- Icelandic Championships: 3
  - 1984, 1985, 1987
  - (finalistă) 1981, 1988, 1989, 1992

- Icelandic Cups: 3
  - 1989, 1991, 1992

## Baschet

### Trofee
- Icelandic First Division (1):
  - 1992-93

- Icelandic Second Division (1):
  - 2008-09

## Legături externe
- Site-ul oficial is
- Secția de fotbal is
- Site-ul suporterilor